# Papieżówka
Papieżówka – polana w dolinie rzeki Kamienica (na tym odcinku nazywanej Kamienickim Potokiem) w Gorcach, w miejscu gdzie ze stoków Gorca uchodzi do Kamienickiego Potoku jego dopływ – potok Ustępny. Papieżówka znajduje się już na obszarze Gorczańskiego Parku Narodowego, w granicach wsi Szczawa w województwie małopolskim, w powiecie limanowskim, w gminie Szczawa.
Jest to nieduża polana na prawym brzegu Kamienickiego Potoku. Znajduje się na niej jeden szałas. Na polanie w lipcu 1976 r. przez dwa tygodnie w szałasie mieszkał ówczesny metropolita krakowski Karol Wojtyła. Przygotowywał się wtedy do wyjazdu na XLI Międzynarodowy Kongres Eucharystyczny w Filadelfii (USA), dokąd udał się 23 lipca 1976 r. Odbywał dni skupienia i wędrował po Gorcach. Wybrał to miejsce ze względu na oddalenie, spokój, a także dlatego, że znał już Gorce z wcześniejszych wędrówek. Mieszkał w spartańskich warunkach; jedyne wyposażenie szałasu stanowił drewniany stół, stołek z pnia drzewa i prycza z gałęzi. Własnoręcznie poukładał kamienie przed szałasem. Nikt nie rozpoznał go w czasie tego pobytu w Gorcach.
Górna część polany jest obecnie wykorzystywana jako skład drzewa. Dla uczczenia pobytu kardynała Wojtyły umieszczono na polanie duży głaz z pamiątkową tablicą. Znajduje się na niej napis cytujący słowa, które Karol Wojtyła już jako papież Jan Paweł II wygłosił w czasie jednej z pielgrzymek do Polski: „Pilnujcie mi tych szlaków”. Szałas został odnowiony w 2004 roku.

## Szlaki turystyczne
Przez polanę prowadzą szlaki turystyki pieszej, szlak rowerowy oraz ścieżka edukacyjna.
 szlak pieszy: Rzeki – Trusiówka – Papieżówka – Borek. Odległość 9,8 km, suma podejść 230 m, czas przejścia 2 godz. 50 min, z powrotem 2 godz. 10 min, czas przejścia od Rzek do Papieżówki 50 min.
  szlak pieszy: Rzeki – Trusiówka – Papieżówka – Stawieniec – Gorc Troszacki – skrzyżowanie szlaków pod Kudłoniem. Odległość 7,9 km, suma podejść 460 m, czas przejścia 3 godz. 15 min, z powrotem 2 godz. 5 min. Decyzją Gorczańskiego Parku Narodowego, od maja 2013 r. szlak czasowo zamknięty na odcinku dolina Kamienicy – Gorc Troszacki.

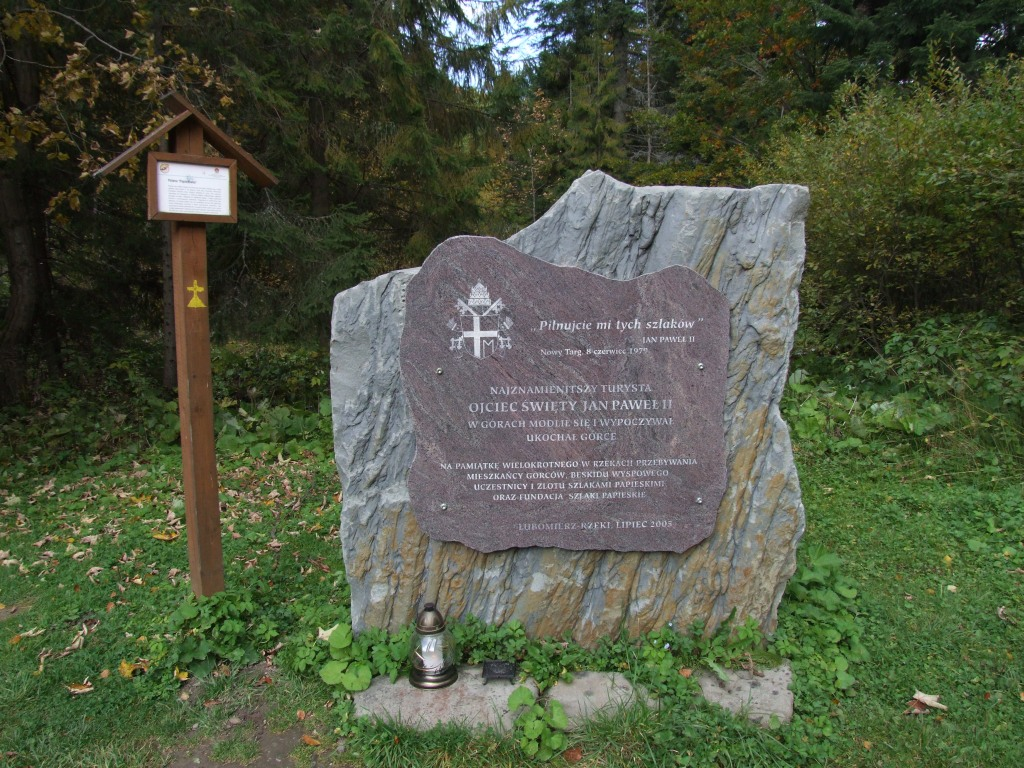
Głaz z pamiątkową tablicą
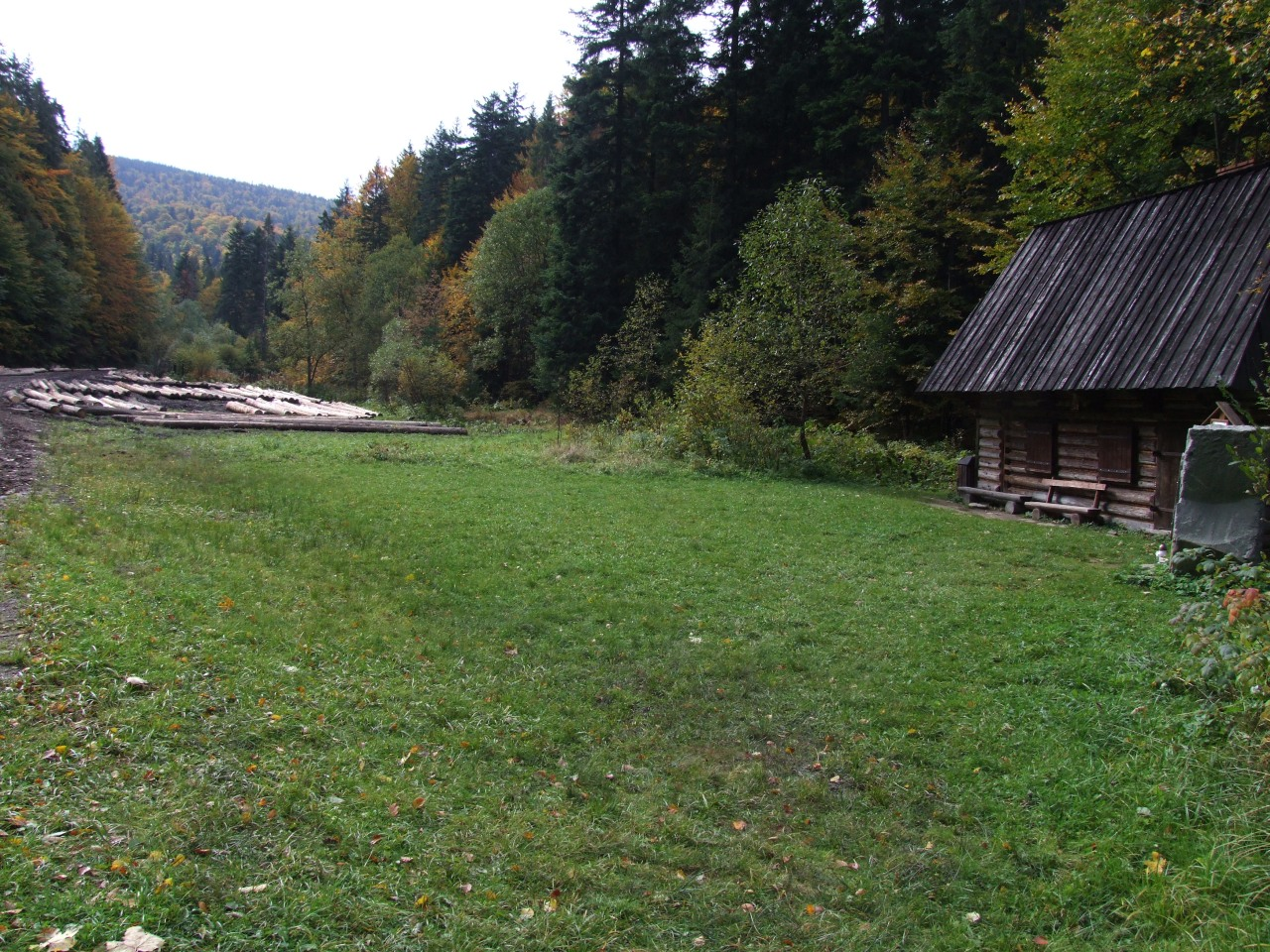
Polana